# Mirosław Baran
Mirosław Bogdan Baran (ur. 1961 w Tarnowie) – polski matematyk, profesor nauk matematycznych, zatrudniony w Instytucie Nauk Technicznych Uniwersytetu Komisji Edukacji Narodowej i Instytucie Matematyczno-Przyrodniczym PWSZ w Tarnowie. Były pracownik Katedry Teorii Aproksymacji Wydziału Matematyki i Informatyki UJ, Katedry Zastosowań Matematyki Wydziału Inżynierii Środowiska i Geodezji Uniwersytetu Rolniczego w Krakowie.

## Życiorys
Pochodzi z Tarnowa. Absolwent I Liceum Ogólnokształcącego im. Kazimierza Brodzińskiego w Tarnowie (1979/80) i studiów matematycznych na Uniwersytecie Jagiellońskim w 1985. Stopień doktora w zakresie matematyki (specjalność: funkcje analityczne) uzyskał w roku 1990, rozprawą: Funkcja ekstremalna Siciaka i zespolona miara równowagi dla podzbiorów zawartych w przestrzeni, a doktora habilitowanego rozprawą: Conjugate norms in Cn and related geometrical problems w roku 1999 w Instytucie Matematycznym Polskiej Akademii Nauk. Od 2015 profesor. Interesuje się głównie teorią aproksymacji i jej zastosowaniami m.in. w informatyce czy grafice komputerowej. Kierownik realizowanego grantu: Wielowymiarowe nierówności wielomianowe poprzez teorię pluripotencjału, geometrię subanalityczną i algebry Banacha.
Odznaczony Medalem Komisji Edukacji Narodowej (2012) i Złotym Krzyżem Zasługi (2023).
Mieszka w Tarnowie. Żonaty, ma dwoje dzieci. Pozanaukowo interesuje się wędkarstwem muchowym.

## Wybrane publikacje[5]
1. New approach to Markov inequality in Lp norms, Approximation theory, 75--85, Monogr. Textbooks Pure Appl. Math., 212, Dekker, New York, 1998
2. Sets with Bernstein's and generalized Markov's properties, ANN POL MATH
3. Siciak's extremal function of convex sets in CN, Ann. Polon. Math. 48 (1988), no. 3, 275--280
4. A functional equation for the Joukowski transformation, Proc. Amer. Math. Soc. 106 (1989), no. 2, 423--426
5. On the graph of a quasi-additive function, Aequationes Math. 39 (1990), no. 2-3, 129--133
6. On two new functional equations for generalized Joukowski transformations, Ann. Polon. Math. 56 (1991), no. 1, 79--85, z H. Haruki
7. A Karamata method, I. Elementary properties and applications. Canad. Math. Bull. 34 (1991), no. 2, 147--157
8. Multivariate versions of Bernstein inequality, Zeszyty Nauk. Politech. Rzeszowskiej Mat. Fiz. No. 16 (1992), 31--48
9. Bernstein type theorems for compact sets in Rn, J. Approx. Theory 69 (1992), no. 2, 156--166
10. Plurisubharmonic extremal functions and complex foliations for the complement of convex sets in Rn, Michigan Math. J. 39 (1992), no. 3, 395--404
11. Markov inequality on sets with polynomial parametrization, Ann. Polon. Math. 60 (1994), no. 1, 69--79
12. Bernstein type theorems for compact sets in Rn revisited, J. Approx. Theory 79 (1994), no. 2, 190--198
13. Markov's exponent of compact sets in Cn, Proc. Amer. Math. Soc. 123 (1995), no. 9, 2785--2791, z W. Pleśniakiem
14. Nierówności typu Bernsteina dla zbiorów zwartych w R^n, w: Jubileuszowy Zjazd Matematyków Polskich. Referaty. PTM, Warszawa (1995), 189-195
15. Complex equilibrium measure and Bernstein type theorems for compact sets in Rn, Proc. Amer. Math. Soc. 123 (1995), no. 2, 485--494
16. Two applications of the complex interpolation method, Proceedings of the Workshop "Functional Analysis: Methods and Applications" (Cosenza, 1995). Rend. Circ. Mat. Palermo (2) Suppl. No. 40 (1996), 57--62
17. Bernstein and van der Corput-Schaake type inequalities on semialgebraic curves, Studia Math. 125 (1997), no. 1, 83--96, z W. Pleśniakiem
18. Conjugate norms in Cn and related geometrical problems, Dissertationes Math. (Rozprawy Mat.) 377 (1998), 67 pp
19. Homogeneous extremal function for a ball in R2, Ann. Polon. Math. 71 (1999), no. 2, 141--150
20. Polynomial inequalities on algebraic sets, Studia Math. 141 (2000), no. 3, 209--219, z W. Pleśniakiem
21. Characterization of compact subsets of algebraic varieties in terms of Bernstein type inequalities, Studia Math. 141 (2000), no. 3, 221--234, z W. Pleśniakiem
22. Cauchy-Poisson transform and polynomial inequalities, ANN POL MATH vol. 95 (2009), 199-206
23. Product property for capacities in C^N , ANN POL MATH vol. 106 (2012), 19-29, z L. Białas-Cież
24. Markov's property for kth derivative, ANN POL MATH vol. 106 (2012), 31-40, z B. Milówką i P. Ozorką
25. On the Best Exponent in Markov Inequality, POTENTIAL ANAL vol. 38 (2) (2013), 635-651, z L. Białas-Cież i B. Milówką
26. Holder continuity of the Green function and Markov brothers' inequality, CONSTR APPROX vol. 40 (2014), 121-140, z L. Białas-Cież
27. Sets with Bernstein's and generalized Markov's properties, ANN POL MATH (2014), z A. Kowalską
28. Hölder continuity of the Green function, Markov-type inequality and a capacity related to HCP, Dolomites Research Notes on Approximation vol. 7 (2014), 16-21, z L. Białas-Cież